# 24e régiment d'infanterie (États-Unis)
Pour les articles homonymes, voir 24e régiment d'infanterie.
Le 24e régiment d'infanterie des États-Unis  est un régiment de l'armée américaine créé en 1869.

## Historique

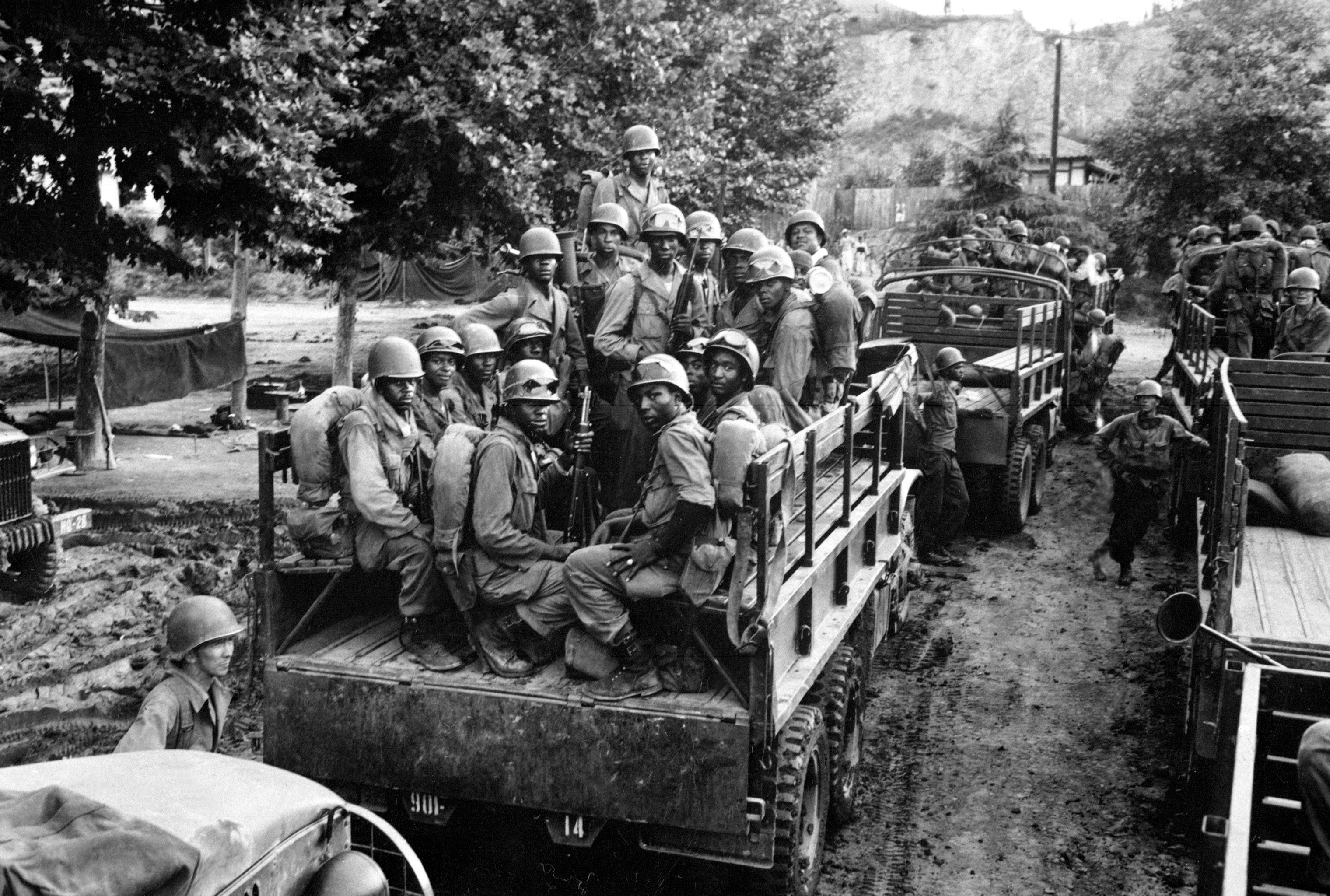
, alors ségrégué, lors de la guerre de Corée.

Lors de la Première Guerre mondiale, un bataillon de ce régiment est à l'origine de l'émeute de Houston de 1917.
Le 1er bataillon est l'une des premières unités à déployer le Stryker au combat durant la guerre d'Irak ; ils y subissent en un an, entre 2004 et 2005, 115 tirs au but de RPG-7, sans que la vie d'aucun des passagers à l'intérieur de ce véhicule soit perdu.

## Personnalités liées au régiment
- David Fagen (1875 - 1901) déserte le régiment pendant la guerre américano-philippine et devient capitaine dans l'armée révolutionnaire des Philippines (en).